# Camp d'audibilitat
El camp d'audibilitat descriu el rang de freqüències que pot escoltar els humans o altres animals, encara que també pot referir-se al rang de nivells. El rang humà es dona generalment entre 20 i 20.000 Hz, tot i que hi ha una variació considerable entre individus, especialment a freqüències altes, i es considera normal una pèrdua gradual de la sensibilitat a freqüències més altes amb l'edat. La sensibilitat també varia amb la freqüència, tal com ho mostra el contorn de la igualtat de sonoritat. La investigació rutinària per a la pèrdua de l'oïda sol implicar un audiograma que mostra nivells de llindar relatius a un de normal.
Diverses espècies animals poden escoltar freqüències molt més enllà de l'abast humà. Alguns dofins i ratapinyades, per exemple, poden escoltar freqüències de fins a 100.000 Hz. Els elefants poden escoltar sons al 14-16 Hz, mentre que algunes balenes poden escoltar sons infrasònics tan baixos com 7 Hz (a l'aigua).

## Mesurament
Una mesura bàsica d'audició és proporcionada per un "àudiograma": un gràfic del nivell sonor mínim discernible a diverses freqüències a tot l'abast nominal d'un organisme.
Es poden utilitzar proves d'audiència conductual o proves fisiològiques per trobar llindars d'oïda d'humans i altres animals. Per als humans, la prova implica que els tons es presenten a freqüències específiques (altura) i intensitats (sonoritat). Quan el subjecte escolta el so, ho indica pujant la mà o prement un botó. Es registra la intensitat més baixa que poden escoltar.
La prova varia per als nens; la seva resposta al so pot ser indicada per un gir del cap o utilitzant una joguina. El nen aprèn què fer al sentir el so, com ara posar un home de joguina en un vaixell. Es pot utilitzar una tècnica similar quan es prova l'animal, on s'utilitza el menjar com a recompensa per respondre al so.
Els tests fisiològics no necessiten que el pacient respongui conscientment.
La informació sobre l'audiència dels diferents mamífers va ser obtinguda principalment per proves d'audició conductual.
La freqüència es mesura a Hertz (Hz), el nombre de vibracions de nivell de pressió acústica propietats de les ones de so i ones de so per segon.

## Obres citades
- D'Ambrose, Chris. «Frequency Range of Human Hearing». The Physics Factbook, 2003. [Consulta: 28 febrer 2007].
- Marine Mammal Biology: An Evolutionary Approach.  Oxford: Blackwell Science, 2002. ISBN 9780632052325.
- Ketten, D. R.. «Cetacean Ears». A: Hearing by Whales and Dolphins.  Nova York: Springer, 2000, p. 43–108. ISBN 9780387949062.
- Richardson, W. John. Marine mammals and noise.  Londres: Academic Press, 1998.
- Rubel, Edwin W.; Popper, Arthur N.; Fay, Richard R. Development of the auditory system.  Nova York: Springer, 1998. ISBN 9780387949840.